# Naganeupseong

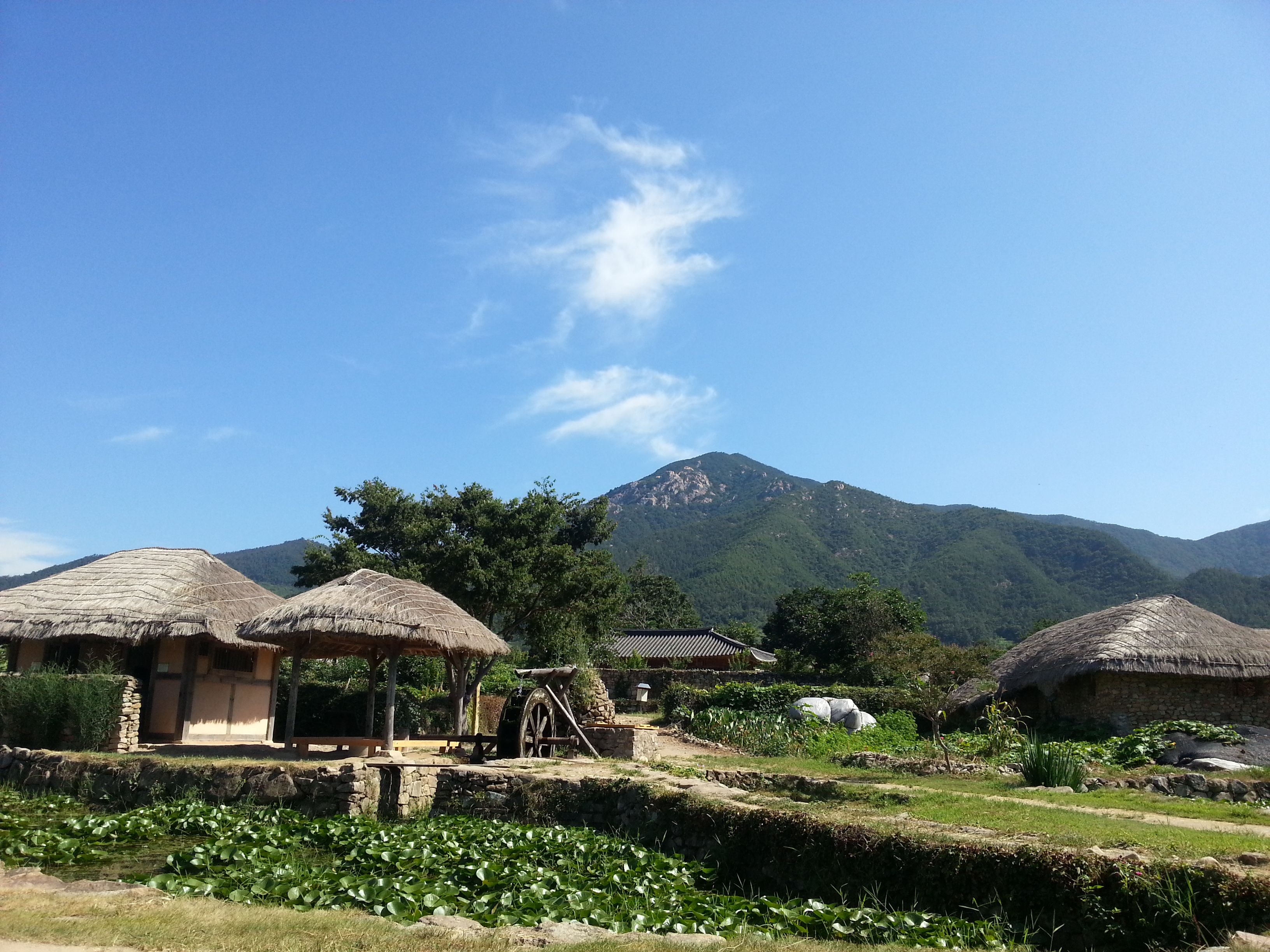
Ngôi làng cổ kính

Naganeupseong(樂安邑城, 낙안읍성) là một pháo đài cổ nằm ở Nagan-myeon, Suncheon, tỉnh Jeolla Nam, Hàn Quốc. Nó là pháo đài duy nhất còn sót lại của nhà Triều Tiên ở tỉnh Jeolla Nam. Ngày nay, nó vẫn còn tồn tại như là một ngôi làng dân gian, một pháo đài với khoảng 100 ngôi nhà truyền thống. Tính năng lớn nhất của nó chính là những bức tường đá quanh co uốn lượn giữa một khu vực đồng bằng. Có khoảng 85 hộ dân với 229 người vẫn sinh sống ở đó.

## Lịch sử
Lần đầu tiên nó được xây dựng vào năm 1397 bởi vua Triều Tiên Thái Tổ sau khi đánh bại Uy khấu để bảo vệ lãnh thổ quốc gia. Lúc bấy giờ, nó chỉ được bao quanh bởi những bức tường cát, nhưng sau đó đã được xây dựng bằng đá dưới thời vua Triều Tiên Thế Tông, sau khi nhà Triều Tiên liên tiếp gặp khó khăn trước việc chống lại quân xâm lược Nhật Bản Uy khấu ở vùng bờ biển.
Thành lũy và ngôi làng cũng đã đề nghị UNESCO xét như là di sản dự kiến nhờ cảnh quan văn hóa được bảo quản tốt cùng lối sống truyền thống tồn tại qua các triều đại Triều Tiên 
(1392-1910).